# Vic-le-Comte
Vic-le-Comte település Franciaországban, Puy-de-Dôme megyében. Lakosainak száma 5336 fő (2022. január 1.). Vic-le-Comte Saint-Maurice, Authezat, Corent, Laps, Les Martres-de-Veyre, Montpeyroux, Parent, Pignols, Saint-Babel és Yronde-et-Buron községekkel határos.

## Népesség
A település népessége az elmúlt években az alábbi módon változott:
| Lakosok száma | 4934 | 5027 | 5181 | 5197 | 5191 | 5189 | 5188 | 5242 | 5336 |
|               | 2013 | 2015 | 2016 | 2017 | 2018 | 2019 | 2020 | 2021 | 2022 |